# Dryomyia dubia
Dryomyia dubia är en tvåvingeart som beskrevs av Tavares 1916. Dryomyia dubia ingår i släktet Dryomyia och familjen gallmyggor.
Artens utbredningsområde är Spanien. Inga underarter finns listade i Catalogue of Life.